# Eddie Coyles kompisar
Eddie Coyles kompisar (originaltitel: The Friends of Eddie Coyle) är en amerikansk kriminalfilm från 1973 i regi av Peter Yates och med Robert Mitchum i titelrollen som smågangstern Eddie Coyle.
Handlingen följer den åldrande smågangstern Eddie Coyle som agerar som vapensmugglare åt den irländska maffian i Boston.

## Rollista i urval
- Robert Mitchum – Eddie Coyle
- Peter Boyle – Dillon
- Richard Jordan – Dave Foley
- Steven Keats – Jackie Brown
- Alex Rocco – Jimmy Scalise
- Joe Santos – Artie Van
- Mitchell Ryan – Waters